# Lake City (Dacota do Sul)
Lake City é uma cidade  localizada no estado norte-americano de Dacota do Sul, no Condado de Marshall.

## Demografia
Segundo o censo norte-americano de 2000, a sua população era de 47 habitantes.
Em 2006, foi estimada uma população de 44, um decréscimo de 3 (-6.4%).

## Geografia
De acordo com o United States Census Bureau tem uma área de
0,6 km², dos quais 0,6 km² cobertos por terra e 0,0 km² cobertos por água. Lake City localiza-se a aproximadamente 567 m acima do nível do mar.

## Localidades na vizinhança
O diagrama seguinte representa as localidades num raio de 28 km ao redor de Lake City.